# 迷彩箭毒蛙
迷彩箭毒蛙為棲息於中美洲及南美洲西北部的無尾目物種，目前已入侵到美國夏威夷州。牠們具有十分多樣化的花紋樣式，僅次於染色箭毒蛙及部分草莓箭毒蛙屬物種。迷彩箭毒蛙被國際自然保護聯盟標記為無危。

## 描述
迷彩箭毒蛙的體型與其他箭毒蛙類似，雄性平均體長約為0.75英寸（1.9），雌性體型略大，平均約為1英寸（2.5）以上。體色多半為薄荷綠，但有時也會有森林綠、萊姆綠、翡翠綠、綠松色，甚至是鈷藍色或淡黃色，並具有較為深色的斑塊，大多為木棕色至黑色。

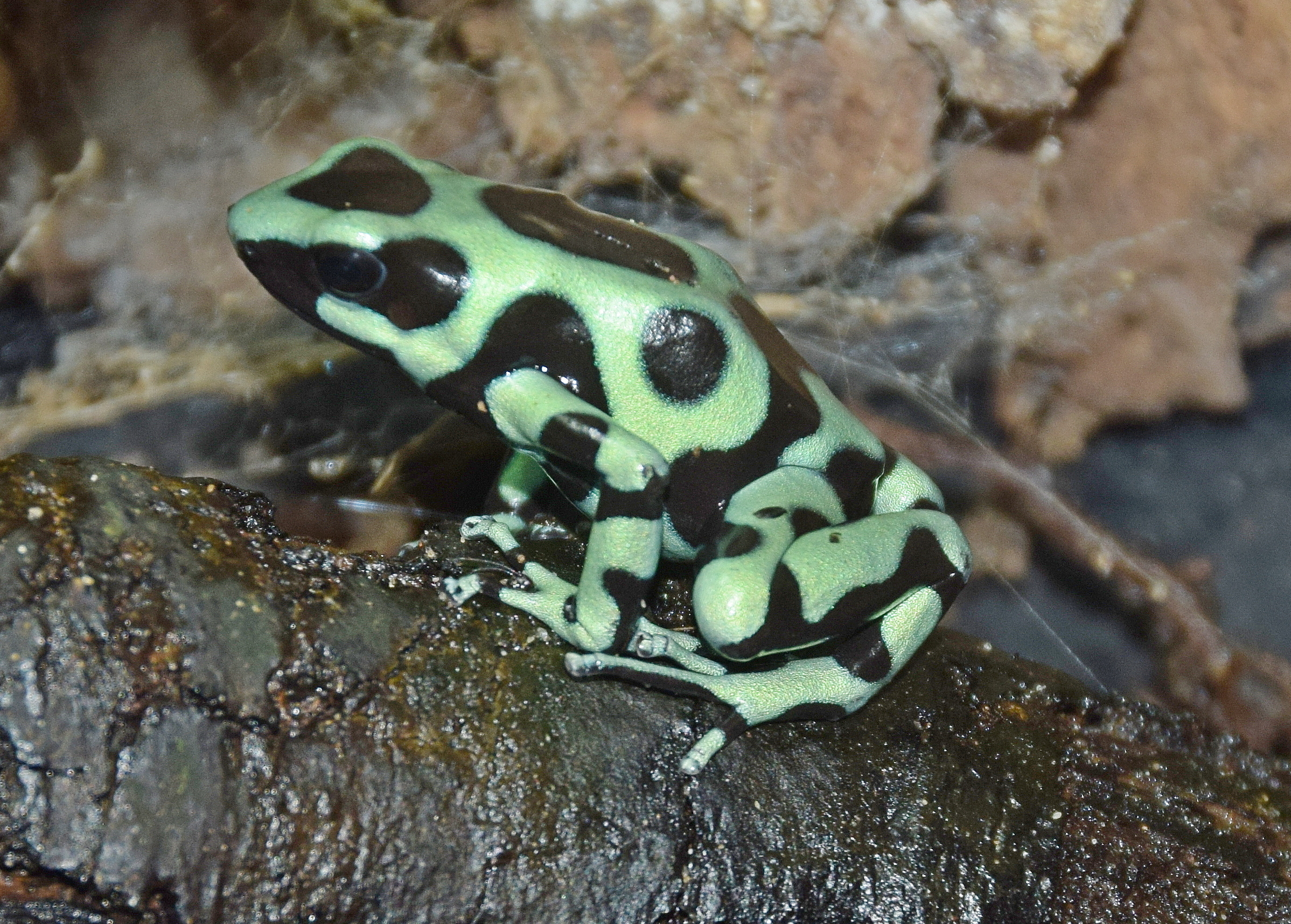
人工飼養的迷彩箭毒蛙個體

## 棲息地
迷彩箭毒蛙偏好棲息於潮濕的低地，分布於大西洋側的尼加拉瓜東南部、太平洋側的哥斯大黎加東南部、巴拿馬至哥倫比亞東北部（喬科省）。另外也分布於歐胡島，為當地的外來物種，為了控制當地蚊子的數量而於1932年引進。在這之後，迷彩箭毒蛙的族群也擴散至鄰近的茂宜郡。

## 毒性
迷彩箭毒蛙雖然不是毒性最強的箭毒蛙，其毒性仍然十分致命。只要一小劑量的毒液就能使成人的心臟停止跳動。然而與其他的箭毒蛙一樣，迷彩箭毒蛙只在受到威脅時才會分泌毒液，因此在讓牠們能夠維持放鬆的前提下，人類是可以碰觸箭毒蛙的。此外於人工飼養的環境下，由於食性的轉換，迷彩箭毒蛙與其他箭毒蛙均會失去毒性。這讓科學家相信迷彩箭毒蛙體內的毒性是來自於牠們在野外所攝食的獵物，包括蟎與其他昆蟲。

## 行為
迷彩箭毒蛙屬半樹棲，主要於樹上進行狩獵、求偶及睡覺。但由於體型嬌小，迷彩箭毒蛙無法直接於樹木之間穿梭跳躍，若要移棲到另一株樹木則必須先下到地面。牠們的趾末端具有吸盤具有吸附的功能，可以協助攀爬。

## 繁殖
和其他箭毒蛙不同的是，迷彩箭毒蛙在繁殖季時會集結成群。雄性會透過鳴叫宣示領地直到每隻雄性個體都確立了自己的地盤，雌性則會於各個雄性之間徘徊，這時雄性會發出類似鳥叫的蛙鳴來吸引對方。當雄性個體成功吸引到雌性時，牠會將對方帶到適合產卵的地方，多半為地面的樹葉下，之後雌性會產下4-6枚卵，雄性則使其授精，卵會於約14天後孵化為蝌蚪。幼體在孵化後會透過嘴部的吸盤黏在雙親（通常是雄性）的背上，由牠們將蝌蚪背到林冠層，著生性鳳梨科植物中心積水形成的小水池中。迷彩箭毒蛙的蝌蚪會在小水池中成長，以其中的藻類及小型無脊椎動物為食，而牠們的雙親則會守護在外。

## 人工飼養
迷彩箭毒蛙由於其嬌小的體型、明亮的顏色及有趣的行為廣泛被人類作為特殊寵物飼養。與其他青蛙一樣，牠們的皮膚十分仰賴黏液來維持濕潤，用手直接觸碰或抓握會擦去這些黏液並對個體造成不良影響。